# Antoine-Baudoin-Gisbert Van Dedem
Antoine Baudouin Gisbert Van Dedem Van de Gelder, né le 23 août 1774 au château de Gelder dans le canton de Raalte (Pays-Bas), mort le 15 août 1825 à Pieve Pelago (Italie), est un général et un diplomate d’origine hollandaise du Premier Empire.

## États de service
Il entre en service en 1791, comme lieutenant dans l’armée hollandaise, et de 1795 à 1797 il est député aux états généraux des Pays-Bas, avant d’être affecté en 1798 auprès du général Daendels.
En 1799 il devient commissaire général en Angleterre, puis il est nommé tour à tour ministre de Hollande en Suède, à Paris, à Stuttgart en 1800, à Cassel en 1801 et à Naples en 1808, où le roi Murat le fait grand dignitaire de l’Ordre royal des Deux-Siciles. En 1804, il obtient le grade de général major dans l’armée de la République batave, et le 6 septembre 1805, il est nommé ministre plénipotentiaire de Batavia à la cour du royaume de Prusse.
Il est promu général de brigade le 19 avril 1811 au service de la France, et le 29 février 1812 il commande la 2e brigade de la 2e division d’infanterie du 1er corps de la Grande Armée. Il est blessé le 17 août 1812 à la bataille de Smolensk, et il est fait chevalier de la Légion d’honneur le 26 mars 1813.
En avril 1813 il prend le commandement de la 2e brigade de la 10e division d’infanterie du 3e corps d’armée et il participe aux batailles de Lützen le 2 mai 1813, et de Bautzen les 20 et 21 mai. Il est élevé au grade d’officier de la Légion d’honneur le 10 août 1813, et il est créé chevalier de l’Empire le 9 octobre 1813. Il se trouve aussi aux batailles de Leipzig du 16 au 19 octobre et d’Hanau les 30 et 31 octobre 1813.
Le 3 janvier 1814 il est affecté à la réserve de l’armée d’Italie, et le 11 février 1814 il est à la tête de la 2e brigade de la 3e division d’infanterie du général Gratien. Le 4 mai 1814 il est mis à la suite de l’armée d’Italie, et le 28 juin 1814 il démissionne du service français, avec le grade de général de division.
Il est naturalisé français le 8 novembre 1815, et il est autorisé à reprendre du service dans l’armée française le 22 novembre 1815, avec le grade de général de brigade. Il devient inspecteur général dans le Jura et commandant de la 6e division militaire.
Il meurt le 15 août 1825, à Pieve Pelago, sans descendance.
Il est le fils du baron et sénateur Frédéric Gilbert van Dedem van Gelder (1743-1826).
Antoine-Baudoin-Gisber fut baron puis vicomte,. Aux Pays-Bas, où il appartenait à la noblesse en tant que jonkheer, il perdait en 1816 tous ses droits de Néerlandais dont son appartenance à la noblesse Néerlandaise.

## Sources
- (en) « Generals Who Served in the French Army during the Period 1789 - 1814: Eberle to Exelmans »
- Thierry Pouliquen, « Les généraux français et étrangers ayant servis [sic] dans la Grande Armée » (consulté le 27 mars 2015)
- Vicomte Révérend, Armorial du premier empire, tome 2, Honoré Champion, libraire, Paris, 1895, p. 22.
- « Cote LH/2671/52 », base Léonore, ministère français de la Culture
- Biographie étrangère, ou galerie universelle, Historique, civile, militaire, politique et littéraire, tome 1, Alexis Eymery libraire éditeur, 1819, 476 p. (lire en ligne), p. 126.
- (pl) « Napoléon.org.pl »
- Mémoires du général Antoine Baudouin Gisbert de Dedem, Paris, Plon, 1900.
- Jean-Claude Damamme, Les soldats de la grande armée, Paris, Perrin, coll. « Tempus » (no 9), 2002, 428 p. (ISBN 978-2-262-01862-7), p. 402.